# Karita paludosa
Pour les articles homonymes, voir Karita (homonymie).
Genre
Espèce
Synonymes
- Carorita paludosa Duffey, 1971

Karita paludosa, unique représentant du genre Karita, est une espèce d'araignées aranéomorphes de la famille des Linyphiidae.

## Distribution
Cette espèce se rencontre dans les îles Britanniques, en Belgique, en Allemagne et en Russie dans le district autonome des Khantys-Mansis,. 

## Description
Karita paludosa mesure de 1,35 à 1,70 mm.

## Publications originales
- Duffey, 1971 : Carorita paludosa n. sp., a new linyphiid spider from Ireland and eastern England. Bulletin of the British Arachnological Society, vol. 2, p. 14-15.
- Tanasevitch, 2007 : New linyphiid taxa from Siberia and the Russian Far East, with notes on the genera Notioscopus Simon and Carorita Duffey et Merrett (Aranei: Linyphiidae). Arthropoda Selecta, vol. 15, no 2, p. 141-152 (texte intégral).